# Lembus
Lembus oder Lembos (griechisch Λέμβος) ist eine antike Schiffsform.
Die Lemben waren in der Antike eine verschiedenen Zwecken dienende Schiffsform, die sowohl auf Binnengewässern als auch auf dem Meer Verwendung fand. Dabei gab es sowohl große als auch kleine Boote (lembulus). Sie wurden je nach Bedarf als Kriegsschiffe, als Handels- oder als Transportschiffe eingesetzt. Die Beschreibungen von Lemben sind so ungenau, dass sie bis heute keinem der bekannten antiken Schiffstypen zugeordnet werden können. Sie waren überdacht, aber ungedeckt und wurden gerudert. Plinius hielt sie für eine kyrenäische Erfindung, während Philipp V. von Makedonien glaubte, sie seien illyrischen Ursprungs.
Für letztere Ansicht spricht, dass der Illyrerkönig Agron bereits im Jahr 231 v. Chr. 100 Lemben als Truppentransporter für jeweils 50 Soldaten beim akarnanischen Medion erfolgreich gegen den aitolischen Bund einsetzte; vor allem aber, dass Lemben im Krieg zwischen Rom und dem makedonischen König Perseus eine bedeutende Rolle spielten. Der zwischen Makedonien und Rom hin und her schwankende illyrische König der Labeaten Genthios stellte zunächst Rom 54 Lemben für die römische Flotte, ging dann aber zu Perseus über. Der römische Prätor Lucius Anicius Gallus griff daraufhin Genthios an und schlug seine Lemben-Flotte. Da er und Perseus den Krieg verloren, wurde Genthios nach Iguvium verbannt und 80 seiner Lemben als Kriegsbeute nach Apollonia und Dyrrhachium überführt. Später schenkte der römische Senat 220 Lemben der Insel Kerkyra und den Städten Apollonia und Dyrrhachium.